# Силвер Спрингс Шорс (Флорида)
Силвер Спрингс Шорс (енгл. Silver Springs Shores) насељено је место без административног статуса у америчкој савезној држави Флорида.

## Демографија
По попису из 2010. године број становника је 6.539, што је 151 (-2,3%) становника мање него 2000. године.
| Група             | 2000.         | 2010.         |
| Белци             | 3.771 (56,4%) | 3.125 (47,8%) |
| Афроамериканци    | 1.903 (28,4%) | 2.177 (33,3%) |
| Азијати           | 72 (1,1%)     | 72 (1,1%)     |
| Хиспаноамериканци | 808 (12,1%)   | 1.067 (16,3%) |
| Укупно            | 6.690         | 6.539         |